# Картедж (Північна Кароліна)
Картедж (англ. Carthage) — місто (англ. town) в США, в окрузі Мур штату Північна Кароліна. Населення — 2775 осіб (2020).

## Географія
Картедж розташований за координатами 35°8′3″ пн. ш. 79°25′52″ зх. д. / 35.13417° пн. ш. 79.43111° зх. д. (35.134174, -79.431044).  За даними Бюро перепису населення США в 2010 році місто мало площу 22,34 км², з яких 22,04 км² — суходіл та 0,30 км² — водойми. В 2017 році площа становила 25,68 км², з яких 25,30 км² — суходіл та 0,38 км² — водойми.

## Демографія
Згідно з переписом 2010 року, у місті мешкало 6350 осіб у 2832 домогосподарствах у складі 1600 родин. Густота населення становила 284 особи/км².  Було 3081 помешкання (138/км²).
Расовий склад населення:
| - 67,9 % — білих - 24,7 % — чорних або афроамериканців - 1,8 % — азіатів - 1,3 % — корінних американців - 1,5 % — осіб інших рас |

До двох чи більше рас належало 2,9 %. Частка іспаномовних становила 5,1 % від усіх жителів.
За віковим діапазоном населення розподілялося таким чином: 23,7 % — особи молодші 18 років, 60,1 % — особи у віці 18—64 років, 16,2 % — особи у віці 65 років та старші. Медіана віку мешканця становила 35,7 року. На 100 осіб жіночої статі у місті припадало 86,4 чоловіків;  на 100 жінок у віці від 18 років та старших — 81,9 чоловіків також старших 18 років.
Середній дохід на одне домашнє господарство  становив 51 845 доларів США (медіана — 46 932), а середній дохід на одну сім'ю — 62 193 долари (медіана — 63 000). Медіана доходів становила 41 779 доларів для чоловіків та 30 987 доларів для жінок. За межею бідності перебувало 17,0 % осіб, у тому числі 31,9 % дітей у віці до 18 років та 9,4 % осіб у віці 65 років та старших.
Цивільне працевлаштоване населення становило 3154 особи. Основні галузі зайнятості: освіта, охорона здоров'я та соціальна допомога — 38,0 %, мистецтво, розваги та відпочинок — 11,7 %, роздрібна торгівля — 11,4 %.